# 近藤四郎
近藤 四郎（こんどう しろう、1918年12月13日 - 2003年2月6日）は、日本の人類学者。

## 来歴
長崎市生まれ。大分県亀川の小学校を卒業後、台北第一中学校、福岡県中学明善校を経て、第五高等学校理科乙類を卒業。1941年、東京帝国大学理学部人類学科に入学。長谷部言人に師事した。1943年、繰り上げ卒業と同時に同学部副手、1945年助手、1960年助教授。1957年、「ヒトの姿勢及び歩行運動の人類学的研究 主として筋活動電流より見たる」により、東京大学理学博士。1967年、京都大学霊長類研究所初代所長に就任。1982年、京都大学を定年退官、大妻女子大学人間生活科学研究所教授。1993年、大妻女子大学を退任。1995年から大妻学院の理事を務めた。
主に足に着目してヒトの直立二足歩行への進化過程を研究した。1984年、霊長類学における功績により、紫綬褒章を受章した。

## 著書
- 『足の話』岩波新書、1979年
- 『足のはたらきと子どもの成長』築地書館、みんなの保育大学、1982年
- 近藤四郎『ひ弱になる日本人の足』草思社、1993年 ISBN 978-4794205230

### 共著編
- 『人間の生と性』大島清共著、岩波新書、1982年
- 『人類学講座 3 進化』編集責任、雄山閣出版、1983年
- 『着装の科学』柳沢澄子共編著、光生館、1996年
- 『子どもの心身の発達を促す手仕事のすすめ 折る・編む・縫う』柳澤澄子、祖父江茂登子共編著、家政教育社、1997年

## 主要論文
- 近藤四郎「筋活動電流の人類學への應用」『人類學雜誌』 61巻 3号 1949-1950年 p.131-140, doi:10.1537/ase1911.61.131
- 近藤四郎, 寺田和夫, 香原志勢, 「足の計測値統計の一試案」『人類學雜誌』 61巻 4号 1949-1950年 p.167-174, doi:10.1537/ase1911.61.167
- 近藤四郎, 「歩行の實驗的研究」『人類學雜誌』 62巻 3号 1951-1952年 p.121-130, doi:10.1537/ase1911.62.121
- 近藤四郎, 「[東京都就學兒の足の成長について]」『人類學雜誌』 1953-1955年 63巻 1号 p.22-32, doi:10.1537/ase1911.63.22
- 近藤四郎, 嶋村晃, 「足縱穹窿のX線像による研究 その發達過程及び靴履用の場合」『人類學雜誌』 66巻 3号 1957-1958年 p.101-111, doi:10.1537/ase1911.66.10
- 近藤四郎, 「[皮下脂肪層の生長及びその分布型に関する小考]」『人類學雜誌』 70巻 3-4号 1962-1963年 p.175-188, doi:10.1537/ase1911.70.175
- 山崎信寿, 石田英実, 岡田守彦, 木村賛, 近藤四郎, 「直立2足歩行の起源に関する運動力学的検討 : 霊長類の2足歩行能力の比較」『バイオメカニズム』 5巻 1980年 p.143-151, doi:10.3951/biomechanisms.5.143
- 瀬戸口烈司, 渡辺毅, 近藤四郎, 「南米ザルは偽似ハイポコーンを持っているか」『人類學雜誌』 89巻 1号 1981年 p.7-26, doi:10.1537/ase1911.89.7
- 大塚斌, 菊田文夫, 近藤四郎, 高橋周一, 「日本人成人の足の計測値からみた革靴の適正サイズと自称サイズの一致度」『日本家政学会誌』 43巻 4号 1992年 p.311-318, doi:10.11428/jhej1987.43.311
- 下坂智恵, 下村道子, 近藤四郎, 「青年女子の食意識と家事行動に関する研究」『日本家政学会誌』 45巻 12号 1994年 p.1103-1114, doi:10.11428/jhej1987.45.1103
- 近藤四郎, 「4.足と靴の科学」『繊維製品消費科学』 36巻 10号 1995年 p.616-622, doi:10.11419/senshoshi1960.36.616